# Documenta 1

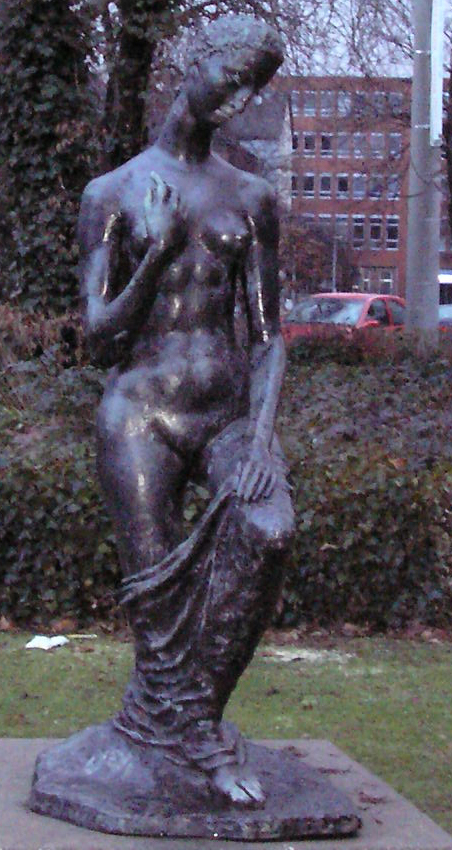
Wilhelm Lehmbrucks Kniende (1911), i trapphallen på Fridericianum på documenta 1

Den första documenta var öppen mellan 15 juli och 18 september 1955 i Kassel i Tyskland. Den var första omfattande utställningen av modern konst i Västtyskland efter andra världskriget.
Initiativtagare till documenta var formgivaren Arnold Bode, som hade hjälp av konsthistorikern Werner Haftmann. Utställningen hade 130.000 besökare.
Utställningen hölls i museet Fridericianum i Kassels centrum, som hade skadats allvarligt under andra världskriget och 1955 var endast delvis återuppbyggt, med fönsteröppningar täckta av plastfolie. 
Arnold Bode ville framför allt visa den tyska publiken den under den nazistiska epoken förbjudna urartade konsten. Därför stod abstrakt måleri från 1920- och 1930-talen i centrum.

## Medverkande konstnärer
I utställningen deltog 148, nästan enbart europeiska, konstnärer, bland andra:

- Jean Arp
- Max Beckmann
- Georges Braque
- Alexander Calder
- Marc Chagall
- Giorgio de Chirico
- Robert Delaunay
- Raoul Dufy
- Otto Dix
- Raymond Duchamp-Villon
- Max Ernst
- Juan Gris
- Barbara Hepworth
- Wassily Kandinsky
- Oskar Kokoschka
- Paul Klee
- Henri Laurens
- Fernand Léger
- Wilhelm Lehmbruck
- Marino Marini
- Joan Miró
- Aristide Maillol
- Henri Matisse
- Amedeo Modigliani
- Piet Mondrian
- Henry Moore
- Otto Mueller
- Ben Nicholson
- Emil Nolde
- Pablo Picasso
- Edouard Pignon
- Georges Rouault
- Henri Rousseau
- Kurt Schwitters
- Toni Stadler
- Victor Vasarely
- Jacques Villon
- Hans Wimmer.